# Stolperstein in Amt Creuzburg
Der Stolperstein in Amt Creuzburg ist Julius Rothschild gewidmet, er liegt im heutigen Ortsteil Mihla, der bis 31. Dezember 2019 eine eigenständige Gemeinde war. Stolpersteine werden vom Kölner Künstler Gunter Demnig in weiten Teilen Europas verlegt. Sie erinnern an das Schicksal der Menschen, die von den Nationalsozialisten ermordet, deportiert, vertrieben oder in den Suizid getrieben wurden und liegen im Regelfall vor dem letzten selbstgewählten Wohnsitz des Opfers.
Der bislang einzige Stolperstein in Amt Creuzburg im thüringischen Wartburgkreis wurde am 18. Juni 2015 von Gunter Demnig verlegt.

## Stolperstein
| Stolperstein | Inschrift                                                                          | Verlegeort | Name, Leben |
| ------------ | ---------------------------------------------------------------------------------- | ---------- | --- |
|              | KAUFMANN JULIUS ROTHSCHILD JG. 1898 ERMORDET VON SA GASTHOF -ZUM SCHWAN- 15.3.1934 | Anger      | Julius Rothschild wurde am 21. Mai 1898 in Netra geboren. Er entstammte einer jüdischen Kaufmannsfamilie und betrieb in Mihla an der Werra eine Filiale seines Textilkaufhauses, die von Arno Hotze vor Ort geleitet wurde. Einmal im Monat kam Rothschild nach Mihla, unter anderem um die Abrechnungen zu prüfen. Er nächtigte zumeist im Gasthof „Zum Schwan“, der gleich neben seinem Geschäft gelegen war. Nach der Machtergreifung Hitlers und der NSDAP hatte sich auch in Mihla eine offen feindselige Stimmung gegenüber Juden breitgemacht und führende Nazis im Ort wetterten gegen das einzige Geschäft Mihlas in jüdischem Besitz. Am 15. März 1934 weilte Julius Rothschild wiederum in Mihla, parkte sein Automobil in der Nähe des Gasthauses und nächtigte nach der Arbeit ebendort. Mitten in der Nacht und mitten im Schlaf wurde er – unter Beihilfe der Wirtin – von fünf ortsansässigen Nazis überfallen und blutig geschlagen. Die Täter zerstachen auch noch die Reifen seines Wagens. Die Familie wurde verständigt, holte den Schwerverletzten ab und brachte ihn ins Eschweger Krankenhaus. Dort starb Julius Rothschild acht Tage später. Der Vater von Julius Rothschild starb ein Jahr später aus Trauer um seinen Sohn. Die Täter wurden nie zur Rechenschaft gezogen, auch nicht nach 1945. Aufgedeckt wurde der ungesühnte Mord vom Mihlaer Ortschronisten Rainer Lämmerhirt. |